# Acronicta noctivaga
Acronicta noctivaga är en fjärilsart som beskrevs av Augustus Radcliffe Grote 1864. Acronicta noctivaga ingår i släktet Acronicta och familjen nattflyn. Inga underarter finns listade i Catalogue of Life.